# Любимовский сельский совет (Днепровский район)
Любимовский сельский совет (укр. Любимівська сільська рада) — входит в состав
Днепровского района
Днепропетровской области
Украины.
Административный центр сельского совета находится в
с. Любимовка.

## Населённые пункты совета
- с. Любимовка
- с. Перше Травня
- с. Приднепрянское